# محوطه چهارکرته داغر
محوطه چهارکرته داغر در شهرستان خرم‌آباد، بخش پاپی، دهستان کشور، ۱/۲۵ کیلومتری شمال غرب روستای پیله گر واقع شده و این اثر در تاریخ ۲۸ اسفند ۱۳۸۵ با شمارهٔ ثبت ۱۸۶۱۶ به‌عنوان یکی از آثار ملی ایران به ثبت رسیده است.